# Casa Rietveld Schröder
La casa Rietveld Schröder è una residenza privata progettata da Gerrit Rietveld, maestro dell'architettura neoplastica, e costruita nel 1924 a Utrecht su commissione della signora Truus Schröder-Schräder. Vero e proprio patrimonio architettonico del XX secolo, la costruzione è dal 2000 annoverata tra i beni tutelati dall'UNESCO.

## Storia
Dopo la morte del marito, avvenuta nel 1924, la signora Schröder volle abbandonare la sua dimora ottocentesca sulla Biltstraat di Utrecht e commissionò all'architetto neoplastico Gerrit Rietveld una nuova dimora più moderna per lei e le sue tre figlie. La casa, formalmente completata nel 1924, fu sottoposta a numerosissimi cambiamenti progettuali, dovuti alle cangianti esigenze della committente che - tuttavia - visse in questa casa fino alla morte, avvenuta nel 1985.
La progressiva espansione del tessuto edilizio circostante, tuttavia, iniziò a compromettere irrimediabilmente il rapporto della casa Schröder con l'esterno: se negli anni venti la struttura era ubicata in un contesto di sole case a schiera, infatti, a partire dalla seconda metà del XX secolo i suoi affacci iniziarono progressivamente a perdere spazio e visuale, soprattutto a seguito della costruzione di un'autostrada nelle loro immediate pertinenze (a cui, tra l'altro, partecipò nella progettazione lo stesso Rietveld). Con tali presupposti la signora Schröder arrivò anche al progetto di far abbattere la casa, che comunque secondo lei «non era nata per durare nel tempo». 
Ciò, tuttavia, non bastò per mortificare la popolarità della casa Rietveld, la quale fu sin da subito salutata come una delle architetture più moderne e stimolanti del XX secolo: la contemporaneità tuttora viva del complesso edilizio è stata suggellata nel 2000 con l'ingresso del sito nel patrimonio tutelato dall'UNESCO. Di seguito si riporta una citazione dello stesso Rietveld sul suo esperimento architettonico:
(Gerrit Rietveld)

## Descrizione

### Analisi della pianta
La casa Rietveld Schröder opera una cesura molto netta con la scena architettonica ad essa contemporanea. Fu costruita in un lotto che all'epoca rappresentava il confine ultimo della città, aperta sul paesaggio naturale. La casa, a due piani, venne quindi costruita alla fine di una schiera di edifici a due piani, ma non si adegua agli edifici attuigui.

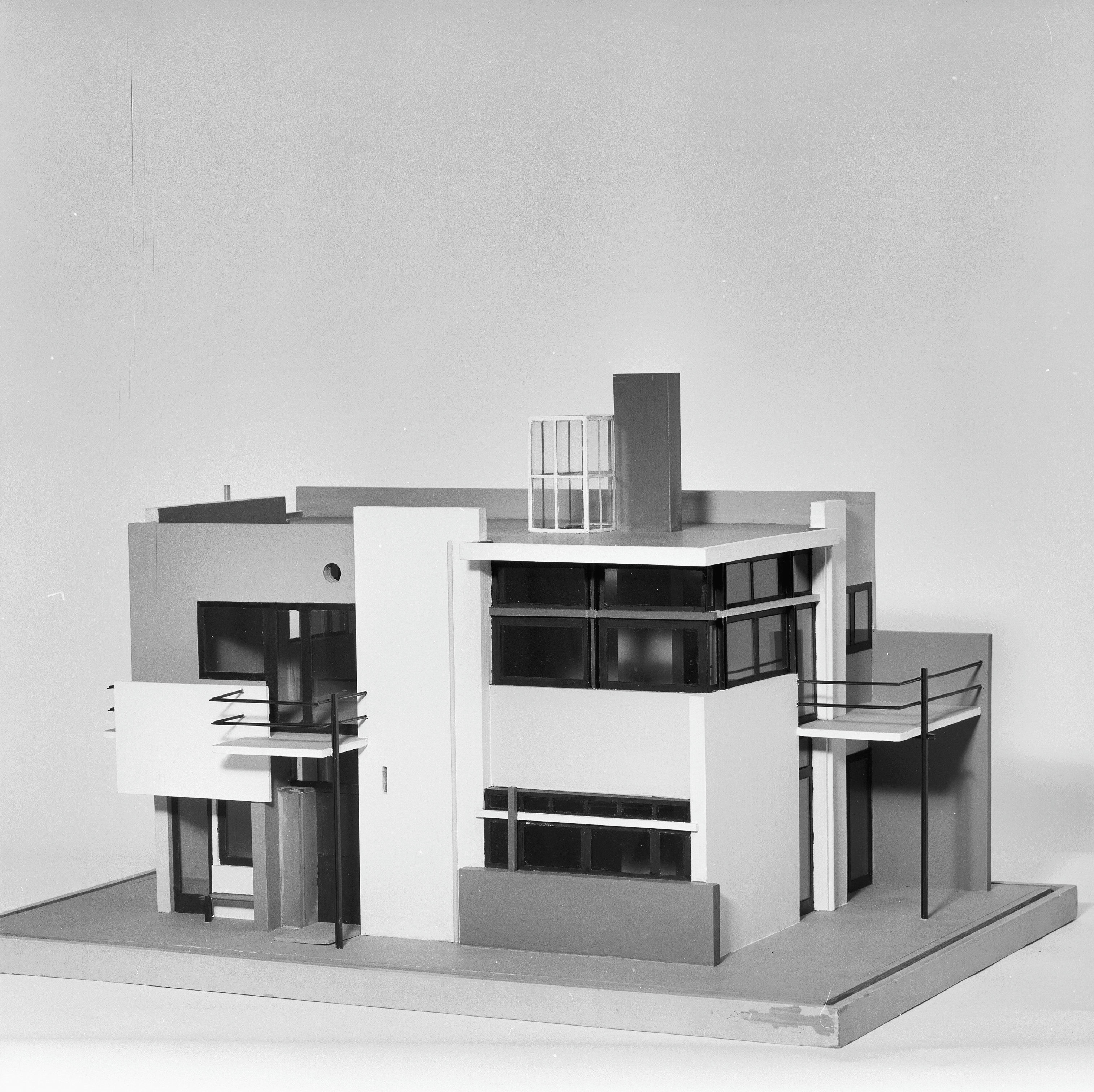
Maquette, modellino della casa Schröder realizzato in legno, vetro e cartone

Il piano terra è composto in maniera più tradizionale, con pareti divisorie che compongono un ingresso, una cucina, una stanza per la domestica, uno studio per i bambini e uno che fu usato da Rietveld stesso come studio personale, oltre a un piccolo bagno. Qui ciascuna stanza è dotata di un'ampia finestratura e, nel caso dello studio di Rietveld e della camera della domestica, di un ingresso indipendente. La cucina ha una finestra dotata di mensola creata appositamente per far passare la spesa, e l'ingresso ha una cassetta per la posta trasparente, in vetro, per vedere immediatamente se ci siano arrivi o meno. Interessante la disposizione spaziale dei vari ambienti, i quali non si articolano secondo una successione lineare o circolare, bensì si dispongono radialmente intorno al fulcro connettivo ed impiantistico centrale, riuscendo dunque a preservare la loro distinta autonomia (ciascun ambiente, in questo modo, è accessibile anche da utenti diversi).
Il piano superiore è la parte più radicalmente innovativa della casa. Si tratta infatti di un open space dinamico, dove una pluralità di pannelli scorrevoli può aprirsi e chiudersi configurando tre camere da letto, un bagno e un soggiorno oppure spazi unici più ampi: si tratta questa di una delle maggiori qualità di quest'organismo edilizio, il quale si presta effettivamente a un'articolazione spaziale libera e dinamica, in grado di dare vita a spazi unici o plurimi in maniera coerente con le differenti esigenze di fruizione dei proprietari. La camera della signora Schröder è infatti piuttosto piccola, ma può diventare un tutt'uno col disimpegno del bagno e da qui confluire direttamente nella stanza delle figlie e nel salotto. Facendo scomparire la divisione tra il salotto e la camera del figlio si crea un unico spazio dove far proiettare anche film sulla parete (un proiettore usciva da un mobile «a scatole sovrapposte» appositamente congeniato).

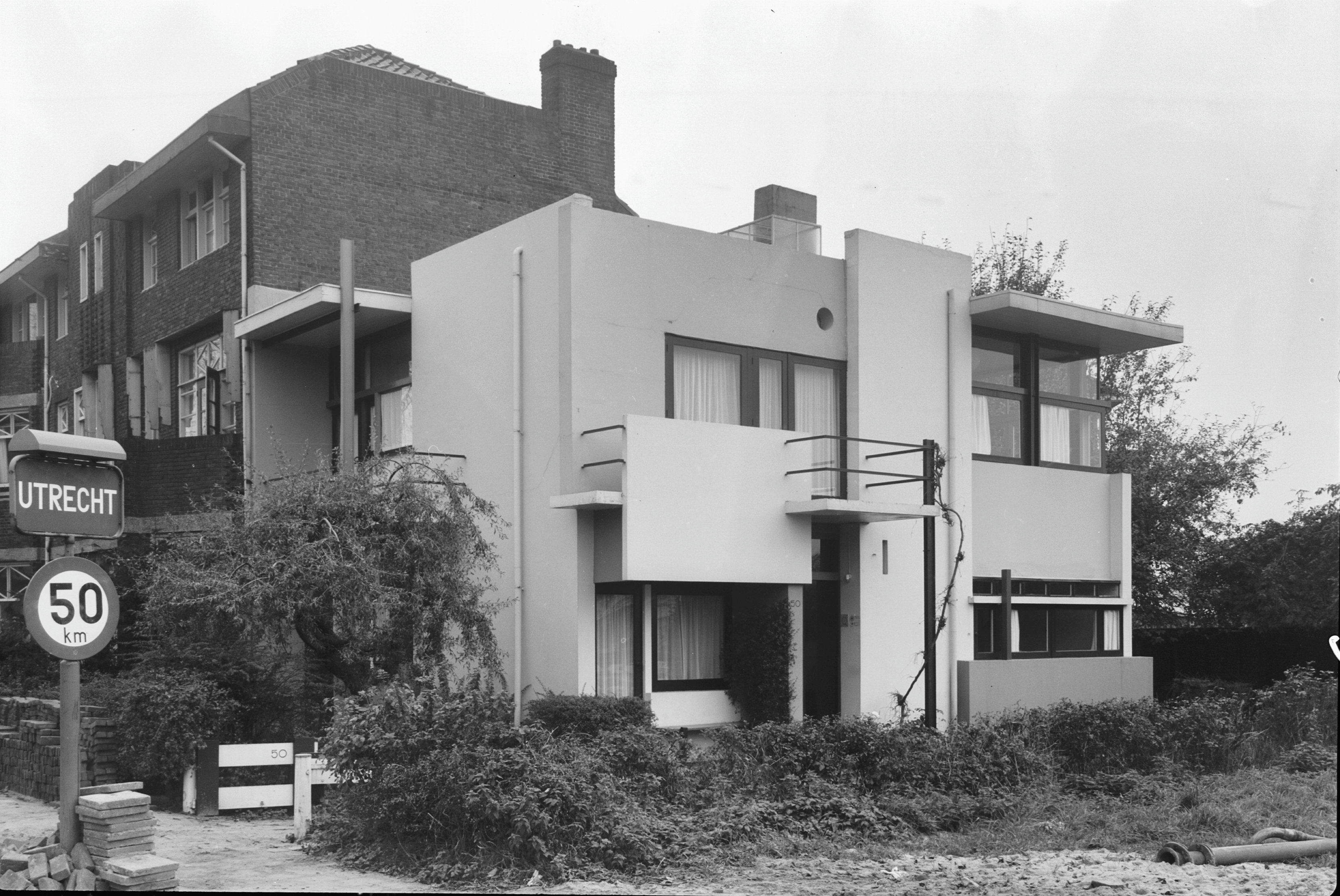
La casa Schröder negli anni sessanta del XX secolo

Fatta eccezione per i servizi igienici, i quali vanno a costituire l'unico «elemento rigido» dell'organismo edilizio, entrambi i piani della casa Schröder sono trasformabili secondo i principi di un'architettura dinamica a seconda dei desideri dei fruitori. Tale flessibilità, si ricorda, presenta connotati di natura fruizionale e spaziale al primo piano e di natura esclusivamente fruitiva al pianterreno: vi è, infatti, una distribuzione funzionale diversificata tra i due piani, per la quale il primo piano è predisposto per la zona giorno e per la famiglia (vi è, infatti, un sistema di pannelli scorrevoli ed a ribalta in grado di sfruttare il soggiorno in maniera aperta o suddivisa, a seconda delle esigenze) e gli ambienti del pianterreno presentano l'attitudine a essere affittati e trasformati in alloggi plurifamiliari. Pannelli appesi alle pareti, apparentemente decorativi, servono in realtà per tappare la luce dalle finestre di notte. Particolarmente suggestiva è la finestra angolare del soggiorno, dove una volta aperte le ante scompare l'angolo, che non è strutturale. 

### Facciate
Le facciate si configurano come un agglomerato di piani e linee i cui componenti sono volutamente separati gli uni dagli altri, aggregandosi reciprocamente senza però fondersi. Ecco, allora, che in un perfetto equilibrio tra planarità e linearità i vari elementi delle facciate, dalle forme geometricamente esatte, dialogano secondo logiche sporgenti, ricalanti, a lama, differenziandosi tra di loro attraverso un preciso codice cromatico.

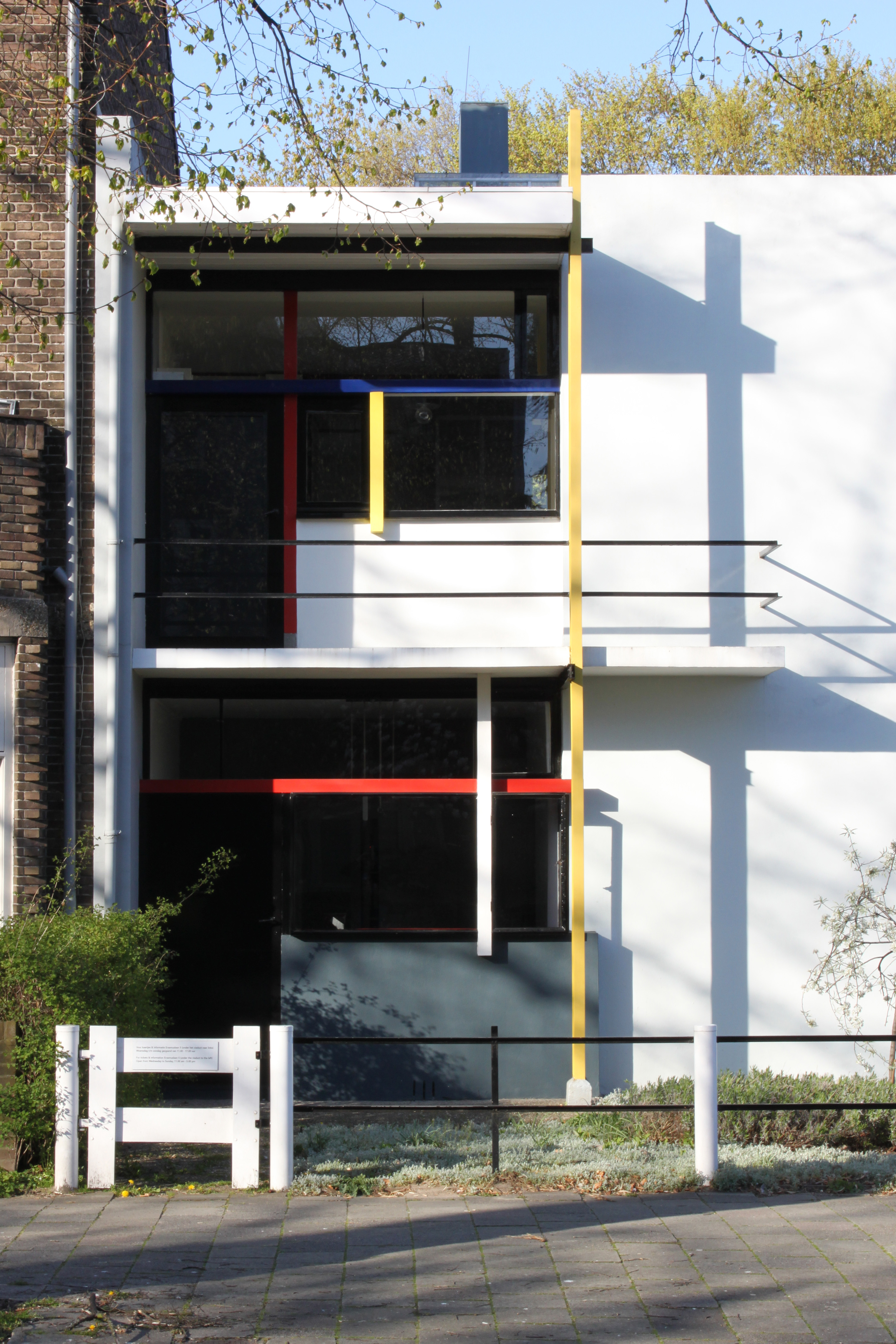
La neoplastica policromia di una delle facciate

Rietveld, in effetti, manipola abilmente i colori della casa Schröder in modo tale da aumentare l'effetto di plasticità e dinamicità delle facciate e annullarne completamente l'effetto naturale. Il trattamento cromatico proposto dall'architetto è particolarmente rigoroso e prevede l'applicazione del bianco e del grigio per le superfici, l'utilizzo del nero per gli infissi di porte e finestre, e l'impiego di vivacissimi colori primari (giallo, rosso, blu) per le altre strutture spaziali («non c'è legno, pietra o ferro da vedere, solo piastre e linee dalle tonalità rosse, gialle, blu, bianche, nere e grigie. Il materiale è costantemente negato», osservano, in tal senso, Ida van Zijl e Marijke Kuper).
Non è un caso, dunque, se la casa Schröder - dotata, come si è visto, di un apparato cromatico in grado di influenzare gli effetti spaziali dell'ambiente abitato - è stata spesso paragonata a una trasposizione tridimensionale, plastica, delle teorie figurative che animavano le opere di Piet Mondrian e di tutto il De Stijl, basate come noto sul rigido ricorso a elementi lineari e ortogonalmente disposti tra di loro e ai colori primari (rosso, giallo e blu) e ai non colori (nero, grigio e bianco). Di seguito si riporta uno stralcio dei Sedici punti per una architettura neoplastica:
ma proietta tali cellule (come anche superfici sporgenti, balconi ...) in senso centrifugo, partendo dal punto centrale del cubo; in questo modo, altezza, larghezza e profondità più tempo acquistano negli spazi un’espressione plastica interamente nuova. In questo modo l’architettura assume un aspetto più o meno fluttuante, che contrasta, per così dire, la forza di gravità della natura»
Nonostante le apparenti stravaganze, ogni elemento ha una sua precisa funzione, statica o funzionale, come ad esempio il parapetto del terrazzo, che si allunga in basso a creare un rettangolo non in asse con la divisione dei piani: tale accorgimento in realtà nasconde, al piano terra, un alto ripostiglio nella stanza dello studio. Per arredare la casa, rispettando il binomio vigente tra funzionalità e codice cromatico, Rietvel progettò anche numerosi mobili, come la celeberrima Rood-blauwe stoel [Sedia rossa e blu], del 1923. È proprio nei mobili, infatti, che secondo Rietveld , «la costruzione collabora a collegare le singole parti senza la minima mutilazione, in modo che nessuna copra l'altra in modo determinante o che l'una sia subordinata all'altra. In questo modo il tutto è libero nello spazio. La forma è nata in virtù del materiale».